# دهستان شهیدآباد (خرم‌بید)
دهستان شهیدآباد نام دهستانی در بخش مشهد مرغاب شهرستان خرم‌بید، استان فارس در ایران است. براساس سرشماری مرکز آمار ایران در سال ۱۳۸۵، جمعیت آن ۳۵۷۸ نفر (۸۷۵ خانوار) بوده‌است.